# Мандусово (Псковська область)
Мандусово (рос. Мандусово) — присілок в Великолуцькому районі Псковської області Російської Федерації.
Населення становить 134 особи. Входить до складу муніципального утворення Шелковська волость.

## Історія
Від 2014 року входить до складу муніципального утворення Шелковська волость.

## Населення
| 2001 | 2002 | 2010 |
| ---- | ---- | ---- |
| 95   | ↘88  | ↗134 |